# Zgornji Dražen Vrh
Zgornji Dražen Vrh – wieś w Słowenii, w gminie Šentilj. W 2018 roku liczyła 115 mieszkańców.